# Дорваль, Анн
Анн Дорва́ль (фр. Anne Dorval; род. 8 ноября 1960, Руэн-Норанда, Квебек) — канадская актриса.

## Ранние годы
Анн Дорваль родилась в городе Руэн-Норанда на севере Квебека в семье Маделин и Гаэтана Дюрвалей. Она училась в Cégep de Trois-Rivières в Труа-Ривьере и в Драматической школе в Монреале. В 1984 году она начала выступать на театральной сцене.

## Карьера
В 1984 году Дорваль начала выступать на театральной сцене. Также она снималась во франкоязычных телесериалах и фильмах. Наибольшую известность актрисе принесло сотрудничество с режиссёром Ксавье Доланом. Она снялась в таких его фильмах, как «Я убил свою маму», «Воображаемая любовь», «И всё же Лоранс», «Мамочка» и «Маттиас и Максим».
В 2010 году Дорваль получила награду ФИПРЕССИ́ за роль в фильме «Я убил свою маму» на Международном фестивале в Палм-Спрингс.

## Личная жизнь
Анн Дорваль была замужем за актёром Марком-Андре Коаллье, от которого родила двоих детей.

## Избранная фильмография
| Год       |     | Русское название           | Оригинальное название      | Роль                          |
| --------- | --- | -------------------------- | -------------------------- | ----------------------------- |
| 1992      | кор | Ответь мне                 | Rispondetemi               | н/д                           |
| 2005—2007 | с   | У сердца есть свои причины | Le cœur a ses raisons      | Крикет Рокуэлл / Эшли Рокуэлл |
| 2009      | ф   | Я убил свою маму           | J’ai tué ma mère           | Шанталь Лемминг               |
| 2010      | ф   | Воображаемая любовь        | Les amours imaginaires     | Дезире                        |
| 2012      | ф   | И всё же Лоранс            | Laurence Anyways           | Марта Дельтей                 |
| 2013      | кор | Необычный человек          | Quelqu’un d’extraordinaire | Гилен                         |
| 2014      | ф   | Мамочка                    | Mommy                      | Диана                         |
| 2016      | ф   | Лечить живых               | Réparer les vivants        | Клер Межо                     |
| 2017      | ф   | Ревнивая                   | Jalouse                    | Софи                          |
| 2019      | ф   | Маттиас и Максим           | Matthias & Maxime          | Манон                         |